# 芙蕾德利卡
《芙蕾德利卡》是一款2023年由Marvelous开发并发行的動作角色扮演遊戲。

## 游戏玩法
本作玩法为操控7名角色，每位角色都使用不同的武器战斗，因此玩家能够选择单一的主人公或以7位角色连击战斗打到敌人并获得道具与强化装备，使操控的角色变得更强以便进入迷宫更深处。

## 开发与发行
Marvelous宣布本作于2023年9月28日登录任天堂Switch平台。而Microsoft Windows平台则是于同年10月4日发售。
本作主题曲的动画由A-1 Pictures担任绘制，而演唱主题曲《Division》则由曾因《夜永唄》爆红的神不擲骰子担任。

## 评价
据评论聚合网站Metacritic的评分而获得“褒贬不一”的评价。Hardcore Gamer的杰里米·皮普尔斯（Jeremy Peeples）评价本作优点是“一键就能多重攻击，令游戏变得简单”和“视觉上有出色的呈现”。God is a Geek的米克·弗雷泽（Mick Fraser）表示本作类似《Minecraft》的地下城冒险，并且在美术和玩法上受到《Dragalia Lost ～失落的龍絆～》的影响。然后米克还评价本作“多种不同职业和攻击方式的角色都很好玩”与“可惜的是，在更换职业和攻击方式前可能会厌倦并让游玩的速度变慢”。

## 外部連結
- 官方网站